# Escola Municipal Eugênia Ana dos Santos
A Escola Municipal Eugênia Ana dos Santos é uma escola pública de Salvador (Bahia) que tem por finalidade a preservação da identidade do afro descendente.
A escola Municipal Eugênia Ana dos Santos tem como missão o Desenvolvimento de atividades e vivências pedagógicas que possibilitem às crianças a construção do conhecimento, excelência de desempenho de papéis na sociedade e sua integração cidadã, tendo como apoio motivacional do processo ensino-aprendizagem com referências culturais da comunidade de candomblé  Ilê Axé Opô Afonjá.

## História
Instalada dentro do terreiro de candomblé Ilê Axé Opô Afonjá, a escola começou a funcionar em 1978 com o nome de Mini Comunidade Obá Bii. Nesta época era uma creche que atendia crianças com idade entre 6 meses e 5 anos. Isso foi possível graças aos esforços da atual ialorixá Maria Stella de Azevedo Santos (Mãe Stella) e membros da Sociedade Civil Cruz Santa do Terreiro.
A partir de 1986 tornou-se escola de 1ª à 4ª série do Ensino Fundamental com o nome de Escola Eugênia Ana dos Santos, em homenagem à primeira Ialorixá e fundadora do Terreiro (Mãe Aninha), cujo ideal era que seus filhos estudassem e tivessem uma formatura.
A escola foi municipalizada em 1998 e atende a cerca de 350 alunos na faixa etária de 6 a 14 anos com turmas de CEB (Ciclo de Estudos Básicos), terceiras e quartas séries.
Em 1999 foi implantado o Projeto Político Pedagógico Irê Aió (Caminho da Alegria) que está pautado na História e cultura do povo afro-brasileiro.
Em 2004 a Escola foi reformada e ampliada. Com isso, além das seis salas de aula que já existiam passou a ter laboratório de informática, biblioteca, secretaria, sala para professores, depósito para materiais didáticos, refeitório, cozinha e depósito para merenda escolar. Com a reforma, a arquitetura do prédio e as salas de aula passaram a ter detalhes que lembram a história e a cultura afro-brasileira.